# Xanthorhoe chiloena
Xanthorhoe chiloena är en fjärilsart som beskrevs av Butler 1882. Xanthorhoe chiloena ingår i släktet Xanthorhoe och familjen mätare. Inga underarter finns listade i Catalogue of Life.